# Spezia Foot Ball Club 1930-1931
Questa pagina raccoglie i dati riguardanti lo Spezia Foot Ball Club nelle competizioni ufficiali della stagione 1930-1931.

## Stagione
Per la stagione 1930-1931 lo Spezia conferma il tecnico Attilio Maggiani protagonista della scorsa salvezza, è uno Spezia discreto in difesa e a centrocampo, ma patisce problemi di sterilità in attacco. Il trio d'attacco formato da Girino, Cappelli e Zunino realizza 18 reti, poche per poter cullare velleità. Allora il Picco diventa una risorsa importante per centrare l'obiettivo salvezza, infatti 20 dei 28 punti degli aquilotti, sono arrivati dalle partite casalinghe. Lo Spezia chiude il torneo con ventotto punti, tre punti sopra la zona calda che porta in Prima Divisione. Salgono in Serie A Fiorentina e Bari con 46 punti. Retrocedono in Prima Divisione Lucchese, Derthona e Liguria.

## Rosa
| N. |                   | Ruolo | Calciatore          |
| -- | ----------------- | ----- | ------------------- |
|    | Italia (bandiera) | C     | Giuseppe Andrei     |
|    | Italia (bandiera) | D     | Enrico Bozzo        |
|    | Italia (bandiera) | C     | Carlo Burlando      |
|    | Italia (bandiera) | D     | Francesco Caiti     |
|    | Italia (bandiera) | A     | Giulio Cappelli     |
|    | Italia (bandiera) | P     | Chiesa              |
|    | Italia (bandiera) | P     | Giovanni Costa      |
|    | Italia (bandiera) | D     | Domenico Debarbieri |
|    | Italia (bandiera) | A     | Paolo Devoto        |
|    | Italia (bandiera) | D     | Pasquale Farina     |
|    | Italia (bandiera) | C     | Amedeo Ghidoni      |
|    | Italia (bandiera) | P     | Gino Giansanti      |
|    | Italia (bandiera) | A     | Gino Girino         |

| N. |                   | Ruolo | Calciatore       |
| -- | ----------------- | ----- | ---------------- |
|    | Italia (bandiera) | D     | Giovanni Meoni   |
|    | Italia (bandiera) | D     | Marino Nicolich  |
|    | Italia (bandiera) | C     | Alberto Papini   |
|    | Italia (bandiera) | D     | Wando Persia     |
|    | Italia (bandiera) | A     | Gino Rimoldi     |
|    | Italia (bandiera) | A     | Aldo Rossi       |
|    | Italia (bandiera) | C     | Gennaro Santillo |
|    | Italia (bandiera) | D     | Umberto Santillo |
|    | Italia (bandiera) | A     | Armando Savani   |
|    | Italia (bandiera) | P     | Paolo Strati     |
|    | Italia (bandiera) | A     | Giacomo Tuvo     |
|    | Italia (bandiera) | A     | Antonio Zunino   |

## Risultati

### Serie B

#### Girone di andata
| Arbitro: | Mastellari (Bologna) |

|                                            |           |                       |
| G. Gravisi 3’, 13’ Valenti 63’ Benatti 72’ | Marcatori | 25’ Zunino 32’ Devoto |

| Arbitro: | Motta (Milano) |

|                         |           |                         |
| Cappelli 25’ Zunino 66’ | Marcatori | 75’ D. Gay 82’ G. Rossi |

| Arbitro: | Tagliabue (Milano) |

|                                       |           |              |
| G. Andrei 13’ Zunino 50’ Cappelli 76’ | Marcatori | 70’ Mistrali |

| Arbitro: | Pessato (Monfalcone) |

|                                |           |            |
| Mornese 21’ Della Giovanna 70’ | Marcatori | 77’ Devoto |

| Arbitro: | Zaffiri (Genova) |

|  |           |            |
|  | Marcatori | 25’ Zunino |

| Arbitro: | Sani (Ferrara) |

|            |           |              |
| Devoto 72’ | Marcatori | 12’ Prendato |

| Arbitro: | Beretta (Novi Ligure) |

|  |           |               |
|  | Marcatori | 4’, 7’ Gorini |

| Arbitro: | Sassi (Roma) |

|                            |           |  |
| Paoli 17’, 90+1’ Fazzi 43’ | Marcatori |  |

| Arbitro: | Dalle Molle (Vicenza) |

|            |           |                       |
| Bonino 33’ | Marcatori | 15’ Girino 67’ Zunino |

| Arbitro: | Biancone (Roma) |

|                        |           |                     |
| Tuvo 43’ G. Andrei 88’ | Marcatori | 82’ (rig.) Civinini |

| Arbitro: | Casetta (Milano) |

|                               |           |  |
| Farina 50’ (aut.) Molinis 66’ | Marcatori |  |

| Arbitro: | Bruna (Venezia) |

|              |           |             |
| Cappelli 48’ | Marcatori | 64’ Ruffino |

| Arbitro: | Brunelli (Bologna) |

|                       |           |               |
| Girino 3’ Ghidoni 24’ | Marcatori | 55’ Narizzano |

| Arbitro: | Giulini (Lodi) |

|                             |           |  |
| F. Simonetti 61’ Buschi 68’ | Marcatori |  |

| Arbitro: | De Crescenzo (Napoli) |

|                     |           |                            |
| Cappelli 65’ (rig.) | Marcatori | 42’ Dossena 49’ Camisaschi |

| Arbitro: | Pessato (Monfalcone) |

|                                                     |           |  |
| Bonesini 21’, 87’ Dalfini 36’ Biagini 39’ Corsi 41’ | Marcatori |  |

| Arbitro: | Turbiani (Ferrara) |

|                          |           |  |
| Moretti 21’ Galluzzi 30’ | Marcatori |  |

#### Girone di ritorno
| Arbitro: | Bertone (Milano) |

|  |           |                        |
|  | Marcatori | 55’ Sbrana 87’ Pitacco |

| Arbitro: | Corradini (Bologna) |

|          |           |  |
| Rosso 4’ | Marcatori |  |

| Arbitro: | Sassi (Roma) |

|  |           |                      |
|  | Marcatori | 33’ (aut.) Arbizzani |

| Arbitro: | Tassinari (Firenze) |

|                       |           |                         |
| Cappelli 3’ Savani 6’ | Marcatori | 54’ Ravetta 83’ Perucco |

| Arbitro: | Ciamberlini (Genova) |

|            |           |  |
| Girino 22’ | Marcatori |  |

| Arbitro: | Dall'Era (Brescia) |

|                                                   |           |                        |
| Perazzolo 7’ Prendato 60’ Callegari 65’ Gamba 77’ | Marcatori | 39’ (rig.) U. Santillo |

| Arbitro: | Pessato (Monfalcone) |

|                 |           |             |
| Gorini 17’, 56’ | Marcatori | 19’ Ghidoni |

| Arbitro: | Rovida (Milano) |

|                         |           |  |
| Cappelli 55’ Girino 71’ | Marcatori |  |

| Arbitro: | Mazzarini (Roma) |

|                       |           |  |
| Girino 12’ Savani 75’ | Marcatori |  |

| Arbitro: | Omodei Zorini (Novara) |

|                                        |           |             |
| Puccini 5’ Civinini 14’ Barni 27’, 80’ | Marcatori | 36’ Ghidoni |

| La Spezia 24 maggio 1931 28ª giornata | Spezia            | 0 – 0 | Monfalconese | Stadio Alberto Picco\| Arbitro: \| Mazzini (Bologna) \| |
| Arbitro:                              | Mazzini (Bologna) |       |              |                                                         |

| Arbitro: | De Crescenzo (Napoli) |

|              |           |  |
| Nigiotti 63’ | Marcatori |  |

| Arbitro: | Sani (Ferrara) |

|                         |           |                 |
| Nervi 20’ Narizzano 81’ | Marcatori | 14’, 48’ Girino |

| Arbitro: | Dani (Genova) |

|            |           |  |
| Papini 87’ | Marcatori |  |

| Arbitro: | Giulini (Lodi) |

|                           |           |                            |
| Trovati 15’ Bonizzoni 77’ | Marcatori | 12’ Debarbieri 35’ Rimoldi |

| Arbitro: | Piccoli (Bologna) |

|  |           |              |
|  | Marcatori | 37’ Cipriani |

| Arbitro: | Gonani (Ravenna) |

|                |           |                |
| Debarbieri 26’ | Marcatori | 55’ Baldinotti |

## Statistiche

### Statistiche di squadra
| Competizione | Punti | In casa | In casa | In casa | In casa | In casa | In casa | In trasferta | In trasferta | In trasferta | In trasferta | In trasferta | In trasferta | Totale | Totale | Totale | Totale | Totale | Totale | DR  |
| Competizione | Punti | G       | V       | N       | P       | Gf      | Gs      | G            | V            | N            | P            | Gf           | Gs           | G      | V      | N      | P      | Gf     | Gs     | DR  |
| ------------ | ----- | ------- | ------- | ------- | ------- | ------- | ------- | ------------ | ------------ | ------------ | ------------ | ------------ | ------------ | ------ | ------ | ------ | ------ | ------ | ------ | --- |
| Serie B      | 28    | 17      | 7       | 6       | 4       | 21      | 17      | 17           | 3            | 2            | 12           | 14           | 37           | 34     | 10     | 8      | 16     | 35     | 54     | -19 |

### Statistiche dei giocatori
| Giocatore     | Serie B  | Serie B |
| Giocatore     | Presenze | Reti    |
| ------------- | -------- | ------- |
| G. Andrei     | 26       | 3       |
| E. Bozzo      | 30       | 0       |
| C. Burlando   | 7        | 0       |
| F. Caiti      | 17       | 0       |
| G. Cappelli   | 24       | 6       |
| Chiesa        | 7        | -7      |
| F. Chiodo     | 9        | 0       |
| G. Costa      | 1        | -2      |
| D. Debarbieri | 20       | 0       |
| P. Devoto     | 11       | 3       |
| P. Farina     | 26       | 0       |
| A. Ghidoni    | 33       | 4       |
| G. Giansanti  | 1        | -4      |
| G. Girino     | 16       | 8       |
| G. Meoni      | 27       | 0       |
| M. Nicolich   | 9        | 0       |
| A. Papini     | 17       | 1       |
| W. Persia     | 2        | 0       |
| G. Rimoldi    | 7        | 0       |
| A. Rossi      | 5        | 1       |
| G. Santillo   | 11       | 0       |
| A. Savani     | 10       | 2       |
| P. Strati     | 25       | -41     |
| G. Tuvo       | 3        | 1       |
| A. Zunino     | 17       | 5       |